# Toni Mira Martínez
Toni Mira Martínez (Barcelona, 14 de setembre de 1957) és un coreògraf, ballarí i actor català. Ha estat al capdavant de la companyia Nats Nus Dansa des de la dècada del 1980. Ha estat pioner en l’ús de les noves tecnologies en escena, des del vídeo fins al mapping, passant per dispositius de llums infrarojos.

## Biografia
Va compaginar els estudis d’arquitectura a l'ETSAB amb la formació en dansa a l’escola El Timbal. Al cinquè any va abandonar la llicenciatura per entrar a l’Institut del Teatre de Barcelona, on es graduà en dansa contemporània.
L’any 1987 va fundar juntament amb Claudia Moreso la companyia Nats Nus Dansa. El seu primer espectacle va ser Strangers in the night (1989) i des d’aleshores han participat en festivals de més de vint països dels cinc continents.
Ha treballat com a ballarí o coreògraf per a d'altres companyies com el Ballet Contemporani de Barcelona, Dagoll Dagom Diversions Dance Company. Mira ha muntat espectacles destinats a la formació de nous públics amb la companyia Nats Nus. En l’àmbit de la videodansa, ha creat Graons (1993) i Concert (1996).
Com a actor ha interpretat diversos papers en televisió, tot i que el més popular va ser a El cor de la ciutat. És coreògraf associat de la Dance House Millenium Center de Cardiff i soci fundador i membre actiu del Centre de Creació la Caldera de Barcelona.
En la vessant pedagògica, ha desenvolupat un projecte educatiu per acostar la dansa a les escoles públiques que s’ha dut a terme a Sant Cugat, Sitges i Barcelona. En la vessant social, ha desenvolupat projectes de dansa a la presó de dones de Wad Ras i ha dirigit un espectacle amb un repertori mixt de ballarins i reclusos a la presó de Can Brians.
Va ser guardonat amb el Premi Ciutat de Barcelona l’any 2009, el Premi Nacional de Dansa de Catalunya l’any 2010 i el premi Dansacat per al projecte «Dansa a les escoles».